# Xylocopa inconspicua
Xylocopa inconspicua là một loài Hymenoptera trong họ Apidae. Loài này được Maa mô tả khoa học năm 1937.